# ТЕЦ Белхатов
ТЕЦ Белхатов е голяма 5053 MW топлоелектрическа централа с лигнитни въглища, разположена близо до Белхатов в Лодзко войводство, Полша. Тя е най-голямата ТЕЦ в Европа, и една от най-големите в света. Произвежда 27-28 TWh електричество годишно, или около 20% от общото количество, произведено в Полша. Централата е собственост на PGE Elektrownia Bełchatów S.A., подкомпания на PGE.
През 2011 нов генериращ блок 858 MW е пуснат в експлоатация, а общата мощност на централата е увеличена на 5053 MW. Новия блок достига около 42% от капацитета си, заради намаляването на употребата на гориво и въглеродни емисии сравнение със съществуващите вече блокове. Блокът е построен от Алстом. Алстом изпълнява също и модернизирането на частите с ниско налягане на всички 12 турбини и на 8 април 2009 подписва договор да модернизира и блок 6. Модернизирането на други блокове е планирано, за да може електроцентралата да достигне мощност от 5474 MW през 2015.
Въглищата се доставят от съседна открита мина.

## Емисии на въглероден диоксид
През 2007, WWF класира ТЕЦ Белхатов като единадесетия най-голям замърсител с въглероден диоксид в Европа, с 1.09 кг CO2 на kWh произведена енергия, и най-големия тотален производител, с 30.1 млн. тона годишно. През юли 2009, централата е класирана като най-големия замърсител с CO2 в Европейския съюз. Докладът сочи, че централата е произвела 30 862 792 въглероден диоксид през 2008 и след пускането на новия блок, ще увеличи емисиите с 20%.
За да намали емисиите на CO2, ТЕЦ Белхатов планира да въведе технология за събиране и съхраняване на вредни газове. На 8 декември 2008, PGE и Алстом подписват договор, според който Алстом ще проектира и построи при блок 12 завод за събиране на въглероден диоксид до средата на 2011. Най-големия такъв завод ше бъде разположен до новия блок от 858 MW до 2015 г. Проекта ще бъде подкрепен от Европейската Комисия с €180 милиона от Европейската Енергийна програма за възстановяване.